# Kristoffer Ajer
Kristoffer Vassbakk Ajer, född 17 april 1998, är en norsk fotbollsspelare som spelar för Brentford.

## Klubbkarriär
Ajer började spela fotboll i Rælingen FK. Som tioåring gick han till Lillestrøm SK.
Sommaren 2014 gick Ajer till IK Start. Ajer debuterade i Eliteserien den 19 juli 2014 i en 2–1-vinst över Bodø/Glimt, där han byttes in i den 87:e minuten mot Fernando Paniagua. Ajer blev vid debuten den yngsta spelaren i IK Starts historia med en ålder på 16 år och 93 dagar och slog Claus Eftevaags rekord från 1986. I april 2015 var han lagkapten för Start i en match mot Lillestrøm. Ajer var vid tillfället endast 16 år gammal och blev då den yngsta lagkaptenen i Tippeligaens historia.
Den 17 februari 2016 värvades Ajer av skotska Celtic, där han skrev på ett fyraårskontrakt med start från juni 2016. Den 20 januari 2017 lånades Ajer ut till Kilmarnock över resten av säsongen 2016/2017.
Den 21 juli 2021 värvades Ajer av Premier League-klubben Brentford, där han skrev på ett femårskontrakt.

## Landslagskarriär
Den 13 mars 2018 blev Ajer uttagen i Norges A-landslag för första gången till landskamperna mot Australien (23 mars) och Albanien (26 mars). Den 23 mars 2018 debuterade han i en 4–1-vinst över Australien.